# Applewood, Colorado
Applewood är en ort (CDP) i Jefferson County, i delstaten Colorado, USA. Enligt United States Census Bureau har orten en folkmängd på 7 160 invånare (2010) och en landarea på 10,6 km².